# Nemeritis minor
Nemeritis minor là một loài tò vò trong họ Ichneumonidae.